# Porella hoeana
Porella hoeana là một loài rêu trong họ Porellaceae. Loài này được S. Hatt. mô tả khoa học đầu tiên năm 1976.